# Epania bipartita
Epania bipartita là một loài bọ cánh cứng trong họ Cerambycidae.